# Ан Чханхо
Ан Чханхо (кор. 안창호, также известен под псевдонимом Досан; 9 ноября 1878 — 10 марта 1938) — корейский политический деятель, националист, педагог, сторонник реформы образования. Был одним из лидеров корейской общины в США, а после оккупации Кореи Японией — активистом движения за независимость.
Родился в провинции Пхёнандо в многодетной семье крестьянина, с девяти лет начал посещать сельскую школу. В 1892 году покинул родной дом, уехав в Пхёнан-Намдо, где изучал конфуцианство и математику. В 1894 году переехал жить в Сеул, где спустя год поступил учиться в институт, открытый европейскими миссионерами-пресвитерианцами, и во время обучения заинтересовался педагогикой; окончил это заведение в 1896 году и был оставлен преподавать при нём; в 1897 году стал одним из сооснователей так называемого «клуба независимости». В октябре 1902 года вместе с женой отправился в Сан-Франциско, чтобы изучить американскую систему школьного образования. Был видным деятелем в среде эмигрантов из Кореи и основал в 1905 году первую корейскую политическую организацию в Америке. В 1907 году вернулся в Корею и основал так называемую «Новую народную ассоциацию» («синминхве»). В 1909 году был арестован по подозрению в связах с Ан Чунгыном после убийства Ито Хиробуми. После захвата Кореи Японией в 1910 году и запрета участвовал в борьбе за независимость, вступив в организацию «Тэхан хёпхве» («Корейское общество»), и неоднократно подвергался арестам и пыткам. В 1919 году, уехав из Кореи в Китай, вошёл в состав непризнанного правительства в изгнании — так называемого Временного правительства Республики Корея, разместившегося в Шанхае, — заняв там пост министра внутренних дел. В 1932 году был арестован в Шанхае китайскими властями и выдан японским оккупационным властям в Корее. Был приговорён к пяти годам тюремного заключения. В 1935 году был отпущен из тюрьмы под залог по состоянию здоровья; 1 ноября 1937 года был снова арестован, но спустя полтора месяца вновь был отпущен под залог из-за ухудшающегося здоровья. После освобождения оказался в больнице, где вскоре умер от цирроза печени и пневмонии.
В своей деятельности борца за независимость стремился в первую очередь к получению помощи от западных государств. Известен также своими проектами модернизации корейского школьного образования. Предположительно был одним из авторов текста гимна современной Южной Кореи.